# Élections législatives grenadiennes de 2008

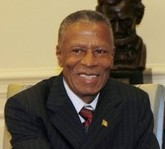
Tillman Thomas, membre du parti du Congrès démocratique national, élu premier ministre à l'issue des élections législatives de 2008.

Des élections législatives se sont tenues en Grenade le 8 juillet 2008. Les élections furent remportées par le parti du Congrès démocratique national (CDN), dont le dirigeant, Tillman Thomas, devint premier ministre. Pour sa part, le premier ministre sortant Keith Mitchell, du Nouveau Parti national (NPN), visait un quatrième mandat. Le CDN obtint onze des quinze sièges au Parlement, et le NPN en obtint quatre,.